# Anett Kölpin
Anett Kölpin (née le 6 décembre 1963 à Greifswald) est une chanteuse allemande.

## Biographie
Dans sa jeunesse, elle chante dans une chorale et reçoit des leçons de piano. De 1982 à 1986, elle fait ses études de chant à l'Académie de musique Hanns Eisler à Berlin. En outre, elle est membre de plusieurs groupes amateurs. En 1984, elle remporte le concours de jeunes talents du Goldener Rathausmann.
Rainer Oleak la découvre et l'engage en 1987 pour succéder à Anke Schenker dans le groupe Datzu. Elle en est membre jusqu'à la dissolution du groupe en 1990.
Après die Wende, elle anime les programmes pour enfants de l'ORB. Elle épouse l'ancien manager de Datzu. Kölpin devient la mère d'un fils ; à la fin des années 1990, le couple se sépare.
Un ami d'enfance, l'ancien acteur Thomas Putensen, la persuade de revenir dans le monde de la musique. Elle se présente avec la chanson Für Dich... mein Kind au concours de sélection de l'Allemagne pour le Concours Eurovision de la chanson 1996.